# Scapulaire des Sacrés-Cœurs de Jésus et Marie
Ne doit pas être confondu avec Scapulaire du Sacré-Cœur.
Le scapulaire des Sacrés-Cœurs de Jésus et Marie dont le nom complet est scapulaire du cœur agonisant de Jésus et du cœur compatissant de Marie est un scapulaire catholique associé aux filles du Cœur de Jésus.

## Description
Le scapulaire est fait de morceaux de laine blanche réunis par des cordons de même couleur, d'un côté se trouve l'image des cœurs de Jésus et de Marie avec en dessous les instruments de la passion, l'autre morceau porte une croix rouge.

## Origine
En 1848, une fille sous la direction spirituelle du Père Calage, jésuite et plus tard du Père Jean-Philippe Roothaan, supérieur général de la Compagnie de Jésus, dit recevoir du Christ des révélations sur un nouveau scapulaire, Le Christ lui aurait dit que ce scapulaire serait un ornement des mérites de la souffrance intérieure des Cœurs de Jésus et de Marie ainsi que du précieux sang, une protection contre le schisme et l'hérésie qui frappe l'Église, un moyen de défense contre l'enfer et pourrait attirer de grandes grâces sur ceux qui le portent avec foi et piété.

## Approbation
Sur les instances de Marie de Jésus Deluil-Martiny qui est aussi sous la direction spirituelle du Père Calage, et de Mgr Robert, archevêque de Marseille, une demande est faite à Mgr Mazzella, préfet de la congrégation des rites et consulteur pour la congrégation pour la doctrine de la foi. Par un bref du 18 avril 1901, Léon XIII accorde des indulgences pour le port du scapulaire puis par Pie X en 1906.